# Alaa Hamed
Alaa Hamed est une judokate égyptienne née le 23 juillet 1994.

## Palmarès
| Année | Compétition            | Lieu   | Résultat | Catégorie      |
| ----- | ---------------------- | ------ | -------- | -------------- |
| 2018  | Championnats d'Afrique | Le Cap | 3e       | Moins de 78 kg |